# Како је Рафаел постао човјек (приповијетка)
Приповијетку Како је Рафаел постао човјек написао је Исак Самоковлија.Исак је рођен у Горажду, а у Сарајеву завршава гимназију. Докторирао је медицину у Бечу, а послије радио у Горажду, Фојници и Сарајеву. Био је у усташком заробљеништву из којег је побјегао пред крај рата Ова приповијетка говори о одрастању и мирењу са ставовима који су другачији од наших. У њој мали Рафаел мимо своје воље одлази код обућара Бињока да учи занат. У почетку је смишљао разне планове о томе како да наљути толико мајстора да би га овај отјерао. На крају њега мајстор истуче и очита му веома добру лекцију да није увијек у нашој моћи да бирамо пут којим ћемо ићи и да никада на то не гледамо негативно већ да из свега извучемо оно најљепше. То је уједно и порука ове приповијетке.

## Кратак садржај
Рафаел, син носача Самуела, био је опсједнут лимарском улицом. Први пут када је прошао том улицом био је згрожен звуковима који су излазили из тих малих лимарских радњи, међутим убрзо му је тај звук постао као пјесма коју је сваки дан изнова слушао. Иако је ту свакодневно проводио вријеме никад му није престала бити занимљива обућарска радња која се налазила завучена између друге двије лимарске радње. Кроз поломљено стакло на прозору гледао је мајстора како прави ципеле. Никада није дизао главу и стално је нешто правио. У његовој радњи био је велики неред. Једног дана је се загледао у накривљену полицу и није ни примјетио да је мајстор Бињока изашао. Мајстор му је дао новчић да себи узме нешто и рекао му да поздрави оца. Пар дана после тога отац му је рекао да ће заједно ићи у чаршију. Шетајући дошли су до мајсторове радње и ту је Рафаел схватио да га отац оставља да учи занат код мајстора Бињока. Био је веома тужан и надао се да ће његов учитељ из школе доћи код мајстора и рећи му да је Рафаел за школе а не за заната, међутим то се није десило. Рафаел је помагао Бињоки у радњи а затим би трчао код мајсторове жене Саре кући да и њој помаже. Она га је свакодневно тукла и грдила. Био је веома тужан и смишљао план како да се врати оцу. Једном приликом мало је се задржао дуже у улици и закаснио кући. Сара га је чекала и добро га изгрдила. При крају је додала да ће рећи мајстору да га отпусти ако још једном тако нешто уради. Рафаел је био пресрећан, толико срећан да је чак и њихову мало ћерку коју није подносио толико засмијавао да мала цијели дан није престајала да се смије. Седмицама је смишљао план како да Сару толико изнервира да она каже мајстору да га отпусти. Смислио је да у пола посла све остави и изађе напоље да шета по улици. Када је доцније дошао у радњу и сјео мајстор му није ништа рекао и вјеровао је да му Сара није ништа рекла. Такође је размишљао и о још једној солуцији да је можда она њему рекла али је он њега бранио и рекао јој да га не удара већ да кад нешто добро уради похвали га. Док је ишао путем према кући застао је испред капије и бојао се да уђе. Када је већ био на прагу чуо је некога иза себе. То је био мајстор. Ухватио га је и донео до столице. Узео је прут и почео да га удара понављајући да ће он од њега направити човјека. Када је завршио дао му је кључ од радње и рекао да заврши неке ципеле. Рафаел је отрчао и завршио ципеле. Мајстор када је дошао преконтролисао је ципеле и још једном му поновио да ће од њега направити човјека.

## Тема
Тема ове приповијетке је прилагођавање малог Рафаела новом начину живота, новим обавезама и новој породици у којој је требало да живи и ради.

## Ликови ове приповијетке
Главни лик ове приповијетке је Рафаел(несигурни дјечачић који се налази у новој породици и покушава да се прилагоди средини или из ње побјегне, у неким случајевима мудар али непромишљен). Неки од споредних ликова су Бињока (повучен и вриједан мајстор, веома тих и све до самог краја имамо утисак да не примјећује ствари око себе), Сара (мајсторова жена, према Рафаелу веома зла и безобзирна).